# Rugby 7 na World Games
Rugby 7 na World Games – międzynarodowe zawody w rugby 7 rozgrywane w ramach World Games w latach 2001–2013.
W programie tej imprezy rugby 7 znajdowało się od szóstej edycji rozegranej w japońskim mieście Akita w 2001 roku. W związku z przyjęciem siedmioosobowego rugby w poczet sportów olimpijskich począwszy od 2016 roku, ostatni raz ta dyscyplina pojawiła się na World Games 2013.
Pierwsze trzy turnieje wygrała reprezentacja Fiji, w czwartym triumfowali zaś zawodnicy z RPA.

## Klasyfikacja medalowa
| Klasyfikacja medalowa | Klasyfikacja medalowa | Klasyfikacja medalowa | Klasyfikacja medalowa | Klasyfikacja medalowa | Klasyfikacja medalowa |
| --------------------- | --------------------- | --------------------- | --------------------- | --------------------- | --------------------- |
| Miejsce               | Reprezentacja         | Złoto                 | Srebro                | Brąz                  | Razem                 |
| 1                     | Fidżi                 | 3                     | 0                     | 0                     | 3                     |
| 2                     | Południowa Afryka     | 1                     | 1                     | 1                     | 3                     |
| 3                     | Argentyna             | 0                     | 1                     | 1                     | 2                     |
| 4                     | Australia             | 0                     | 1                     | 0                     | 1                     |
| 4                     | Portugalia            | 0                     | 1                     | 0                     | 1                     |
| 6                     | Nowa Zelandia         | 0                     | 0                     | 1                     | 1                     |
| 6                     | Kanada                | 0                     | 0                     | 1                     | 1                     |

## Medaliści
| Rok  | Gospodarz |                   | Finał | Finał             | Finał             |       | Mecz o trzecie miejsce | Mecz o trzecie miejsce | Mecz o trzecie miejsce |
| Rok  | Gospodarz | Zwycięzca         | Wynik | 2. miejsce        | 3. miejsce        | Wynik | 4. miejsce             |                        |                        |
| 2001 | Akita     | Fidżi             | 35–19 | Australia         | Nowa Zelandia     | 19–10 | Francja                |                        |                        |
| 2005 | Duisburg  | Fidżi             | 31–26 | Południowa Afryka | Argentyna         | 22–10 | Wielka Brytania        |                        |                        |
| 2009 | Kaohsiung | Fidżi             | 43–10 | Portugalia        | Południowa Afryka | 17–0  | Argentyna              |                        |                        |
| 2013 | Cali      | Południowa Afryka | 33–24 | Argentyna         | Kanada            | 33–21 | Francja                |                        |                        |